# Kostolište
Kostolište és un poble i municipi d'Eslovàquia que es troba a la regió de Bratislava, a l'extrem occidental del país, prop de la frontera amb Àustria.

## Història
La primera menció escrita de la vila es remunta al 1206.

## Fills il·lustres
- Martin Benka (1888-1971) artista expressionista eslovac.

## Demografia
| Godina             | 1994 | 2004    | 2014    | 2024    |
| ------------------ | ---- | ------- | ------- | ------- |
| Nombre de persones | 853  | 1034    | 1340    | 2344    |
| Diferència         |      | +21,21% | +29,59% | +74,92% |

| Godina             | 2023 | 2024   |
| ------------------ | ---- | ------ |
| Nombre de persones | 2259 | 2344   |
| Diferència         |      | +3,76% |